# Fedir Czorba
Fedir Czorba (ukr. Федір Чорба, ros. Фёдор Чорба, Fiodor Czorba, węg. Ferenc Csorba; ur. 24 stycznia 1946 w Berehowie, w obwodzie zakarpackim) – ukraiński piłkarz pochodzenia węgierskiego, grający na pozycji obrońcy.

## Kariera piłkarska

### Kariera klubowa
W 1965 rozpoczął karierę piłkarską w klubie Bukowyna Czerniowce. W latach 1971–1972 bronił barw Metałurh Zaporoże. W 1973 otrzymał zaproszenie od trenera Karpat Lwów Walentina Bubukina. 7 kwietnia 1973 debiutował w koszulce Karpat, w której występował do 1979, kiedy to ukończył karierę piłkarską. W Karpatach był etatowym wykonawcą karnych. W 1976 nie strzelił karnego, przez co Karpaty nie doliczyli się jednej zdobytej bramki, aby otrzymać brązowe medale Mistrzostw ZSRR. Później wyjechał na stałe do Węgier.

## Sukcesy i odznaczenia
- Mistrz Pierwoj Ligi ZSRR: (1x)

1979
- Nagrodzony tytułem Mistrz Sportu ZSRR w 1976.